# Наглис, Борис Павлович
Борис Павлович Наглис (21 декабря 1911, Ковно — 22 апреля 1977, Москва) — советский шахматист и шахматный деятель, мастер спорта СССР (1961), международный арбитр (1962). Инструктор по шахматам Московского комитета по физической культуры и спорту (1937—1941). Директор ЦШК СССР (1957—1970) и Московского областного шахматного клуба (1973—1977). Главный судья ряда международных и всесоюзных соревнований.